# يوزباش كندي
يوزباش‌ كندي هي قرية في مقاطعة ملكان، إيران. عدد سكان هذه القرية هو 1,699 في سنة 2006.